# Elsa Widborg
Elsa Ingrid Margaretha Widborg, född 29 april 1896 i Fågelfors i Kalmar län, död 4 april 1956 i Göteborg, var en svensk skådespelare.

## Biografi
Widborg var elev till Louise Fahlman och Elisabeth Hjortberg. Hon scendebuterade 1918 i Halmstad på turné med Albert Ranft. Samma år engagerades hon av Lorensbergsteatern där hon var till 1927. Widborg var vid Göteborgs stadsteater 1936–1945 och vid Helsingborgs stadsteater 1928–1929 och 1946–1947. 1948–1950 var hon anställd vid Dramaten och därefter åter vid Göteborgs stadsteater. Hon fick Gösta Ekman-stipendiet 1943.
Hon var dotter till bruksförvaltare Nils Ludvig Widborg (1855–1903) och Hedvig Hellman (1867–1947). År 1921 gifte sig Elsa Widborg med direktör Richard Martens-Fougner (1876–1930). Hon är begravd på Norra begravningsplatsen utanför Stockholm.

## Filmografi
- 1925 – För hemmet och flickan
- 1934 – Sången om den eldröda blomman
- 1939 – Gubben kommer
- 1941 – Det sägs på stan
- 1944 – Flickan och Djävulen
- 1945 – Brott och Straff
- 1945 – Oss tjuvar emellan eller En burk ananas
- 1946 – När ängarna blommar
- 1946 – Möte i natten
- 1948 – Dit vindarna bär
- 1948 – Lars Hård
- 1949 – Bara en mor
- 1949 – Stora Hoparegränd och himmelriket

## Teater

### Roller (ej komplett)
| År   | Roll                            | Produktion                                               | Regi                | Teater                   |
| ---- | ------------------------------- | -------------------------------------------------------- | ------------------- | ------------------------ |
| 1922 | Pegeen Mike                     | Hjälten på den gröna ön John Millington Synge            | Rune Carlsten       | Lorensbergsteatern       |
| 1922 |                                 | Vi och de våra John Galsworthy                           | Per Lindberg        | Lorensbergsteatern       |
| 1926 | Anna Sophie Hedvig              | Spelet om kärleken och döden Romain Rolland              | Albert Nycop        | Helsingborgs stadsteater |
| 1927 | Drottning Kristina              | Kristina August Strindberg                               | Gösta Cederlund     | Helsingborgs stadsteater |
| 1927 | Fru Compass                     | En bättre herre Walter Hasenclever                       | Gösta Cederlund     | Helsingborgs stadsteater |
| 1927 | Cora Ann Milton                 | Mysteriet Milton Edgar Wallace                           | Gösta Cederlund     | Helsingborgs stadsteater |
| 1928 | Dorothy Perkins                 | Hotell Fredspipan Oscar Rydqvist                         | Gösta Cederlund     | Helsingborgs stadsteater |
| 1928 | Hjördis                         | Kämparna på Helgeland Henrik Ibsen                       | Albert Nycop        | Helsingborgs stadsteater |
| 1928 |                                 | Ett revolutionsbröllop Sophus Michaëlis                  | Gösta Cederlund     | Helsingborgs stadsteater |
| 1928 |                                 | Den första av herrarna Yves Mirande och André Mouézy-Éon | Albert Nycop        | Helsingborgs stadsteater |
| 1928 |                                 | Diktatorn Jules Romains                                  | Albert Nycop        | Helsingborgs stadsteater |
| 1928 |                                 | Spöktåget Arnold Ridley                                  | Gösta Cederlund     | Helsingborgs stadsteater |
| 1929 |                                 | Markisinnan Noël Coward                                  | Albert Nycop        | Helsingborgs stadsteater |
| 1929 | Katarina                        | Så tuktas en argbigga William Shakespeare                | Gösta Cederlund     | Helsingborgs stadsteater |
| 1931 | Signe Wolter                    | Thalias barn Tor Hedberg                                 | Rudolf Wendbladh    | Helsingborgs stadsteater |
| 1931 | Elisabet I                      | Elisabet av England Ferdinand Bruckner                   | Rudolf Wendbladh    | Helsingborgs stadsteater |
| 1932 | Vivian Leiter                   | Hennes första äventyr Merrill Rogers                     | Albert Nycop        | Helsingborgs stadsteater |
| 1935 | Charlotte                       | Sådana tider Édouard Bourdet                             | Per Lindberg        | Vasateatern              |
| 1935 | Gwen Clayton                    | Kamratäktenskap Michael Egan                             | Per Lindberg        | Vasateatern              |
| 1935 | Gatflickan                      | Innanför grindarna Sean O'Casey                          | Per Lindberg        | Vasateatern              |
| 1936 | Angela Grayne                   | Måste Emlyn Williams                                     | Arthur Natorp       | Blancheteatern           |
| 1936 | Wanda                           | Därom tiger munnen Roger Martin du Gard                  | Per Lindberg        | Blancheteatern           |
| 1942 |                                 | Arsenik och gamla spetsar Joseph Kesselring              | Torsten Hammarén    | Göteborgs stadsteater    |
| 1946 |                                 | Blodsbröllop Federico Garcia Lorca                       | Sam Besekow         | Malmö stadsteater        |
| 1946 | Amanda Wingfield                | Glasmenageriet Tennessee Williams                        | Lars-Levi Læstadius | Helsingborgs stadsteater |
| 1946 | Hennes nåd                      | Eklöv och lavendel Seán O'Casey                          | Lars-Levi Læstadius | Helsingborgs stadsteater |
| 1947 | M:lle Y                         | Den starkare August Strindberg                           | Elsa Widborg        | Helsingborgs stadsteater |
| 1947 | Katinka Stordal                 | Kranes konditori Cora Sandel                             | Lars-Levi Læstadius | Helsingborgs stadsteater |
| 1948 | Nille                           | Jeppe på berget Ludvig Holberg                           | Lars-Levi Læstadius | Helsingborgs stadsteater |
| 1948 | Fru Heyst                       | Påsk August Strindberg                                   | Gunnar Ekström      | Helsingborgs stadsteater |
| 1949 | Amy, änka efter lord Monchensey | Släktmötet T S Eliot                                     | Alf Sjöberg         | Dramaten                 |
| 1950 | Modern                          | Brand Henrik Ibsen                                       | Alf Sjöberg         | Dramaten                 |

### Regi
| År   | Produktion     | Upphovsmän        | Teater                   |
| ---- | -------------- | ----------------- | ------------------------ |
| 1947 | Den starkare   | August Strindberg | Helsingborgs stadsteater |
| 1947 | Fordringsägare | August Strindberg | Helsingborgs stadsteater |

### Fotnoter
1. ↑  Widborg, Elsa i Svenska män och kvinnor (1955)
2. 1 2  B.C. (26 november 1926). ”Lorensbergsteaterns facit för hösten”. Svenska Dagbladet:  s. 28. https://www.svd.se/arkiv/1922-11-26/28. Läst 22 april 2017.
3. ↑  ”Scen och Film: 'Hotell Fredspipan' i Malmö”. Dagens Nyheter:  s. 10. 7 mars 1928. https://arkivet.dn.se/tidning/1928-03-07/65/9. Läst 3 september 2021.
4. ↑  ”Scen och Film: Ibsen i Hälsingborg”. Dagens Nyheter:  s. 10. 24 april 1928. https://arkivet.dn.se/tidning/1928-03-24/82/10. Läst 3 september 2021.
5. ↑  ”Scen och Film”. Dagens Nyheter:  s. 10. 11 oktober 1928. https://arkivet.dn.se/tidning/1928-10-11/278/10. Läst 3 september 2021.
6. ↑  ”Teater och Musik”. Dagens Nyheter:  s. 7. 3 november 1928. https://arkivet.dn.se/tidning/1928-11-03/301/7. Läst 2 september 2021.
7. ↑  ”Scen och Film: 'Diktatorn' på Stadsteatern”. Dagens Nyheter:  s. 15. 7 december 1928. https://arkivet.dn.se/tidning/1928-12-07/335/15. Läst 2 september 2021.
8. ↑  ”Scen och Film: Hälsingborgssensation”. Dagens Nyheter:  s. 11. 11 januari 1929. https://arkivet.dn.se/tidning/1929-01-11/10/11. Läst 2 september 2021.
9. ↑  ”Scen och Film: I Hälsingborg”. Dagens Nyheter:  s. 10. 8 februari 1929. https://arkivet.dn.se/tidning/1929-02-08/38/10. Läst 2 september 2021.
10. ↑  ”Scen och Film: Shakespeare i Hälsingborg”. Dagens Nyheter:  s. 9. 22 mars 1929. https://arkivet.dn.se/tidning/1929-03-22/80/9. Läst 2 september 2021.
11. ↑  ”Sådana tider”. Musikverket. http://calmview.musikverk.se/CalmView/Record.aspx?src=CalmView.Performance&id=PERF14208&pos=385. Läst 28 april 2016.
12. ↑  ”Kamratäktenskap”. Musikverket. http://calmview.musikverk.se/CalmView/Record.aspx?src=CalmView.Performance&id=PERF14201&pos=387. Läst 28 april 2016.
13. ↑  Svenska Dagbladets årsbok 1935 s. 182
14. ↑  Bo Bergman (13 december 1935). ”Två teaterpremiärer”. Dagens Nyheter:  s. 20. http://arkivet.dn.se/arkivet/tidning/1935-12-13/340/20. Läst 27 december 2015.
15. ↑  ”Måste”. Musikverket. http://calmview.musikverk.se/CalmView/Record.aspx?src=CalmView.Performance&id=PERF22202&pos=91. Läst 18 april 2016.
16. ↑  Oscar Rydqvist (26 mars 1936). ”Blanche-teaterns premiär”. Dagens Nyheter:  s. 9. http://arkivet.dn.se/arkivet/tidning/1936-03-26/83/9. Läst 19 april 2016.
17. ↑  Teater och film i Projekt Runeberg